# Vierde klasse 2006-07 (voetbal België)
Het seizoen 2006/07 van de Belgische Vierde Klasse ging van start in de zomer van 2006 en de normale competitie eindigt in de lente van 2007. Daarna werden nog de eindrondes voor promotie en degradatie gespeeld. Vierde Klasse of Bevordering telt vier afzonderlijke reeksen, met 16 clubs per reeks.

## Naamswijzigingen
- Berkenbos VV Heusden wijzigde zijn naam in KVV Heusden-Zolder.

## Gedegradeerde teams
Deze teams waren gedegradeerd uit de Derde Klasse voor de start van het seizoen:
- K. Rupel Boom FC (rechtstreeks 3A)
- KSV Bornem (rechtstreeks 3A)
- KESK Leopoldsburg (rechtstreeks 3B)
- RRFC Montegnée (rechtstreeks uit 3B)
- VC Eendracht Aalst 2002 (verlies eindronde)

## Gepromoveerde teams
Deze teams waren gepromoveerd uit de provinciale reeksen voor de start van het seizoen. Uit elke provincie promoveert de kampioen. In de drie provincies met de meeste clubs, namelijk Antwerpen, Brabant en Oost-Vlaanderen, promoveerde de provinciale eindrondewinnaar rechtstreeks naar Vierde Klasse. De eindrondewinnaars uit de andere provincies moesten nog naar een interprovinciale eindronde om kans te maken op promotie.

### Antwerpen
- K. Witgoor Sport Dessel (kampioen)
- KFC Lille (winnaar provinciale eindronde)

### Brabant
- KV Woluwe-Zaventem (kampioen)
- K. Olympia SC Wijgmaal (winnaar provinciale eindronde)

### Limburg
- KVV Verbroedering Maasmechelen (kampioen)

### Oost-Vlaanderen
- KFC Sporting Sint-Gillis-Waas (kampioen)
- KFC Eendracht Zele (winnaar provinciale eindronde)

### West-Vlaanderen
- KFC Izegem (kampioen)
- SC Wielsbeke(winst interprovinciale eindronde)

### Henegouwen
- RFC Houdinois (kampioen)

### Luik
- RFC Turkania Faymonville (kampioen)
- RCSJ de Grivegnée (winst interprovinciale eindronde)

### Luxemburg
- RUS Bercheux (kampioen)

### Namen
- R. Jeunesse Aischoise (kampioen)
- RJS Taminoise (derde in interprovinciale eindronde)

Noot: RJS Taminoise eindigde slechts derde in de interprovinciale eindronde, maar door de schrapping van K. Beringen-Heusden-Zolder uit Tweede Klasse, en de vrijgekomen plaats en bijhorende verschuivingen in de hogere reeksen, kon Taminoise alsnog promoveren.

## Promoverende teams
Deze teams promoveerden naar Derde Klasse op het eind van het seizoen:
- KSV Sottegem (kampioen 4A)
- VC Eendracht Aalst 2002 (kampioen 4B)
- KFC Racing Mol-Wezel (kampioen 4C)
- RRC Hamoir (kampioen 4D)
- Excelsior Veldwezelt (winst eindronde)

## Degraderende teams
Deze teams degradeerden naar de provinciale reeksen op het eind van het seizoen:
- KFC Sporting Sint-Gillis-Waas (rechtstreeks 4A)
- RFC Houdinois (rechtstreeks 4A)
- KSV Rumbeke (rechtstreeks 4A)
- Dilbeek Sport (rechtstreeks 4B)
- K. Kampenhout SK (rechtstreeks 4B)
- SK Lebeke-Aalst (rechtstreeks 4B)
- KFC Zwarte Leeuw (rechtstreeks 4C)
- KSK Bree (rechtstreeks 4C)
- KVO Aarschot (rechtstreeks 4C)
- RUS Bercheux (rechtstreeks 4D)
- FC Le Lorrain Arlon (rechtstreeks 4D)
- RRFC Montegnée (rechtstreeks 4D)
- KVV Verbroedering Maasmechelen (verlies interprovinciale eindronde)
- RJS Heppignies-Lambusart-Fleurus (verlies interprovinciale eindronde)

## Eindstand
| Legende                               |
| ------------------------------------- |
| Kampioen + promotie naar Derde Klasse |
| Eindronde voor promotie               |
| Interprovinciale eindronde            |
| Degradatie naar Eerste Provinciale    |

### Vierde Klasse A
|   |    |                                  | P  | W  | G  | V  | +  | -  | DS  | Ptn |
| - | -- | -------------------------------- | -- | -- | -- | -- | -- | -- | --- | --- |
| K | 1  | KSV Sottegem                     | 30 | 21 | 3  | 6  | 64 | 30 | 34  | 66  |
| E | 2  | KVC Sint-Eloois-Winkel Sport     | 30 | 17 | 8  | 5  | 48 | 35 | 13  | 59  |
|   | 3  | VG Oostende                      | 30 | 16 | 7  | 7  | 63 | 25 | 38  | 55  |
| E | 4  | SC Wielsbeke                     | 30 | 14 | 8  | 8  | 50 | 34 | 16  | 50  |
|   | 5  | KSK Wevelgem-City                | 30 | 14 | 7  | 9  | 54 | 39 | 15  | 49  |
| E | 6  | KRC Gent-Zeehaven                | 30 | 12 | 9  | 9  | 36 | 32 | 4   | 45  |
|   | 7  | KSV Diksmuide                    | 30 | 12 | 6  | 12 | 53 | 49 | 4   | 42  |
|   | 8  | URS du Centre                    | 30 | 11 | 7  | 12 | 46 | 52 | -6  | 40  |
|   | 9  | KFC Izegem                       | 30 | 10 | 9  | 11 | 44 | 43 | 1   | 39  |
|   | 10 | K. White Star Lauwe              | 30 | 11 | 5  | 14 | 41 | 38 | 3   | 38  |
|   | 11 | KFC Eendracht Zele               | 30 | 10 | 8  | 12 | 34 | 36 | -2  | 38  |
|   | 12 | KFC Evergem-Center               | 30 | 9  | 10 | 11 | 36 | 50 | -14 | 37  |
| E | 13 | RJS Heppignies-Lambusart-Fleurus | 30 | 9  | 9  | 12 | 47 | 48 | -1  | 36  |
| D | 14 | KFC Sporting Sint-Gillis-Waas    | 30 | 8  | 9  | 13 | 35 | 52 | -17 | 33  |
| D | 15 | RFC Houdinois                    | 30 | 5  | 6  | 19 | 28 | 78 | -50 | 21  |
| D | 16 | KSV Rumbeke                      | 30 | 2  | 7  | 21 | 24 | 62 | -38 | 13  |

### Vierde Klasse B
|   |    |                         | P  | W  | G  | V  | +  | -  | DS  | Ptn |
| - | -- | ----------------------- | -- | -- | -- | -- | -- | -- | --- | --- |
| K | 1  | VC Eendracht Aalst 2002 | 30 | 21 | 6  | 3  | 75 | 25 | 50  | 69  |
| E | 2  | KSV Temse               | 30 | 17 | 7  | 6  | 65 | 34 | 31  | 58  |
| E | 3  | K. Rupel Boom FC        | 30 | 17 | 4  | 9  | 49 | 33 | 16  | 55  |
| E | 4  | KSV Bornem              | 30 | 14 | 7  | 9  | 44 | 40 | 4   | 49  |
|   | 5  | K. Berchem Sport        | 30 | 13 | 6  | 11 | 48 | 37 | 11  | 45  |
|   | 6  | KV Woluwe-Zaventem      | 30 | 13 | 6  | 11 | 47 | 42 | 5   | 45  |
|   | 7  | KFC Schoten SK          | 30 | 12 | 9  | 9  | 38 | 38 | 0   | 45  |
|   | 8  | KSK Sint-Paulus Opwijk  | 30 | 13 | 5  | 12 | 51 | 48 | 3   | 44  |
|   | 9  | K. Eendracht Opstal     | 30 | 12 | 6  | 12 | 41 | 40 | 1   | 42  |
|   | 10 | Verbroedering Meldert   | 30 | 10 | 10 | 10 | 33 | 38 | -5  | 40  |
|   | 11 | K. Olympia SC Wijgmaal  | 30 | 9  | 5  | 16 | 32 | 47 | -15 | 32  |
|   | 12 | KSC Grimbergen          | 30 | 9  | 3  | 18 | 49 | 64 | -15 | 30  |
| E | 13 | R. Léopold Uccle FC     | 30 | 8  | 6  | 16 | 43 | 67 | -24 | 30  |
| D | 14 | Dilbeek Sport           | 30 | 7  | 9  | 14 | 29 | 37 | -8  | 30  |
| D | 15 | K. Kampenhout SK        | 30 | 8  | 5  | 17 | 31 | 54 | -23 | 29  |
| D | 16 | SK Lebeke-Aalst         | 30 | 7  | 6  | 17 | 33 | 64 | -31 | 27  |

### Vierde Klasse C
|   |    |                                | P  | W  | G  | V  | +  | -  | DS  | Ptn |
| - | -- | ------------------------------ | -- | -- | -- | -- | -- | -- | --- | --- |
| K | 1  | KFC Racing Mol-Wezel           | 30 | 17 | 8  | 5  | 64 | 30 | 34  | 59  |
| E | 2  | K. Lyra TSV                    | 30 | 15 | 7  | 8  | 59 | 36 | 23  | 52  |
| E | 3  | Excelsior Veldwezelt           | 30 | 16 | 3  | 11 | 60 | 46 | 14  | 51  |
|   | 4  | KSK Heist                      | 30 | 13 | 11 | 6  | 50 | 39 | 11  | 50  |
|   | 5  | KESK Leopoldsburg              | 30 | 15 | 4  | 11 | 42 | 40 | 2   | 49  |
|   | 6  | KFC Lille                      | 30 | 14 | 7  | 9  | 51 | 55 | -4  | 49  |
|   | 7  | Spouwen-Mopertingen            | 30 | 14 | 5  | 11 | 46 | 37 | 9   | 47  |
| E | 8  | Hoogstraten VV                 | 30 | 12 | 11 | 7  | 65 | 49 | 16  | 47  |
|   | 9  | K. Patro Eisden Maasmechelen   | 30 | 10 | 11 | 9  | 47 | 39 | 8   | 41  |
|   | 10 | KVV Thes Sport Tessenderlo     | 30 | 12 | 4  | 14 | 56 | 59 | -3  | 40  |
|   | 11 | KVV Heusden-Zolder             | 30 | 11 | 4  | 15 | 44 | 47 | -3  | 37  |
|   | 12 | K. Witgoor Sport Dessel        | 30 | 9  | 8  | 13 | 41 | 59 | -18 | 35  |
| E | 13 | KVV Verbroedering Maasmechelen | 30 | 10 | 4  | 16 | 36 | 48 | -12 | 34  |
| D | 14 | KFC Zwarte Leeuw               | 30 | 9  | 6  | 15 | 32 | 44 | -12 | 33  |
| D | 15 | KSK Bree                       | 30 | 9  | 3  | 18 | 33 | 61 | -28 | 30  |
| D | 16 | KVO Aarschot                   | 30 | 5  | 2  | 23 | 29 | 66 | -37 | 17  |

### Vierde Klasse D
|   |    |                          | P  | W  | G  | V  | +  | -  | DS  | Ptn |
| - | -- | ------------------------ | -- | -- | -- | -- | -- | -- | --- | --- |
| K | 1  | RRC Hamoir               | 30 | 23 | 4  | 3  | 78 | 34 | 44  | 73  |
| E | 2  | FC Bleid                 | 30 | 20 | 5  | 5  | 73 | 34 | 39  | 65  |
| E | 3  | R. Entente Bertrigeoise  | 29 | 12 | 11 | 6  | 43 | 27 | 16  | 47  |
| E | 4  | RFC Hannutois            | 30 | 13 | 6  | 11 | 54 | 48 | 6   | 45  |
|   | 5  | RES Couvin-Mariembourg   | 30 | 13 | 5  | 12 | 50 | 51 | -1  | 44  |
|   | 6  | RJS Bas-Oha              | 29 | 11 | 8  | 10 | 57 | 47 | 10  | 41  |
|   | 7  | RFC Turkania Faymonville | 30 | 11 | 6  | 13 | 48 | 51 | -3  | 39  |
|   | 8  | RUW Ciney                | 30 | 10 | 8  | 12 | 52 | 54 | -2  | 38  |
|   | 9  | RFC Huy                  | 30 | 9  | 11 | 10 | 47 | 41 | 6   | 38  |
|   | 10 | RJS Taminoise            | 30 | 11 | 4  | 15 | 36 | 53 | -17 | 37  |
|   | 11 | R. Jeunesse Aischoise    | 30 | 10 | 7  | 13 | 41 | 61 | -20 | 37  |
|   | 12 | RFC Malmundaria 1904     | 30 | 9  | 10 | 11 | 39 | 38 | 1   | 37  |
| E | 13 | RCSJ de Grivegnée        | 30 | 10 | 5  | 15 | 36 | 50 | -14 | 35  |
| D | 14 | RUS Bercheux             | 30 | 9  | 8  | 13 | 41 | 50 | -9  | 35  |
| D | 15 | FC Le Lorrain Arlon      | 30 | 8  | 8  | 14 | 47 | 61 | -14 | 32  |
| D | 16 | RRFC Montegnée           | 30 | 4  | 6  | 20 | 39 | 81 | -42 | 18  |

## Periodekampioenen

### Vierde Klasse A
- Eerste periode: SC Wielsbeke, 27 punten
- Tweede periode: RRC Gent-Zeehaven, 21 punten
- Derde periode: KSV Sottegem, 22 punten

### Vierde Klasse B
- Eerste periode: VC Eendracht Aalst 2002, 26 punten
- Tweede periode: VC Eendracht Aalst 2002, 24 punten
- Derde periode: K. Rupel Boom FC, 20 punten

### Vierde Klasse C
- Eerste periode: KFC Racing Mol-Wezel, 27 punten
- Tweede periode: Excelsior Veldwezelt, 25 punten
- Derde periode: Hoogstraten VV, 21 punten

### Vierde Klasse D
- Eerste periode: FC Bleid, 23 punten
- Tweede periode: FC Bleid, 27 punten (na testmatch tegen Hamoir)
- Derde periode: RRC Hamoir, 23 punten

## Kampioen
In Vierde Klasse A namen Wielsbeke en Sint-Eloois-Winkel de beste start. Rond de 11de speeldag kwam ook Zottegem mee bovenin. Op de 20ste speeldag kwam Zottegem alleen op kop. Vooral Sint-Eloois-Winkel bleef nog op korte afstand, maar op één speeldag voor het einde was KSV Sottegem uiteindelijk zeker van de titel.
In Vierde Klasse B werd Eendracht Aalst vlot kampioen. Na de degradatie het seizoen voordien, werd Aalst al meteen eerste periodekampioen. Aalst pakte ook de tweede periodetitel en verzekerde zich twee speeldagen voor het einde uiteindelijk ook van de titel.
In Vierde Klasse C haalde Mol-Wezel de eerste periodetitel binnen. Mol-Wezel bleef bovenin meedraaien en verzekerde zich ook twee speeldagen van het einde van de reekswinst.
In Vierde Klasse D ging de strijd om de eerste plaats lange tijd tussen FC Bleid en RRC Hamoir. Beide ploegen eindigen met evenveel punten in de klassementen voor de eerste en tweede periode; en ook in het algemene klassement bleef het verschil telkens beperkt tot maximum drie punten. De andere ploegen volgden al gauw op ruime afstand. FC Bleid had vaak de nipte voorsprong, tot op speeldag 19 beide clubs weer ex aequo kwamen. Tot en met speeldag 24 bleven de ploegen nog op evenveel punten. De 25ste speeldagen moesten beide ploegen tegen elkaar uitkomen. Hamoir won thuis met 2-1 van Bleid, en kwam zo voor het eerst alleen aan de leiding. Een week later verloor Bleid bovendien thuis van degradatiekandidaat Bercheux; Hamoir won, en met nog drie speeldagen te gaan kwam de ploeg zo met een voorsprong van zes punten op Bleid. Bleid speelde ook zijn volgende twee wedstrijden gelijk, en gaf zo de titel helemaal uit handen op het seizoenseinde. Met nog twee speeldagen te gaan was Hamoir zeker van de reekswinst.

## Eindronde

### Promotie-eindronde

#### Ronde 1
In de eerste ronde van de eindronde traden twaalf vierdeklassers aan, die aan elkaar gepaard werden. De zes winnaars gaan door naar de volgende ronde.
| Datum      | Uur   | Wedstrijd                                  | Uitslag |
| ---------- | ----- | ------------------------------------------ | ------- |
| 12/05/2007 | 19:00 | Hoogstraten VV - SC Wielsbeke              | 3-0     |
| 13/05/2007 | 16:00 | K. Rupel Boom FC - Entente Bertrigeoise    | 3-1     |
| 13/05/2007 | 16:00 | RFC Hannutois - FC Bleid                   | 0-2     |
| 13/05/2007 | 16:00 | KSV Bornem - KSV Temse                     | 0-3     |
| 13/05/2007 | 16:00 | Excelsior Veldwezelt - KRC Gent-Zeehaven   | 3-2     |
| 13/05/2007 | 16:00 | KVC Sint-Eloois-Winkel Sport - K. Lyra TSV | 4-2     |

#### Ronde 2
In de tweede ronde worden bij de zes winnaars van de eerste ronde Sporting West Ingelmunster-Harelbeke en RAA Louviéroise gevoegd, de twee ploeg die in Derde Klasse op twee na laatste van hun reeks eindigden. De ploegen worden aan elkaar gepaard, de vier winnaars gaan door naar de volgende ronde
| Datum      | Uur   | Wedstrijd                                                   | Uitslag |
| ---------- | ----- | ----------------------------------------------------------- | ------- |
| 19/05/2007 | 20:00 | Hoogstraten VV - FC Bleid                                   | 0-1     |
| 20/05/2007 | 16:00 | KVC Sint-Eloois-Winkel Sport - RAA Louviéroise              | 1-3     |
| 20/05/2007 | 16:00 | Sporting West Ingelmunster-Harelbeke - Excelsior Veldwezelt | 2-4     |
| 20/05/2007 | 16:00 | KSV Temse - K. Rupel Boom FC                                | 2-4     |

#### Ronde 3
In de derde ronde spelen de winnaars uit de vorige ronde tegen elkaar. De twee ploegen die hun match winnen promoveren naar Derde Klasse (of verzekeren het behoud in Derde Klasse).
| Datum      | Uur   | Wedstrijd                          | Uitslag        |
| ---------- | ----- | ---------------------------------- | -------------- |
| 27/05/2007 | 16:00 | K. Rupel Boom FC - RAA Louviéroise | 1-2            |
| 27/05/2007 | 20:00 | Excelsior Veldwezelt - FC Bleid    | 1-1 (pen. 4-2) |

La Louvière kon het behoud in Derde Klasse afdwingen; Veldwezelt promoveert naar Derde.

#### Herkansing
De twee verliezers, K. Rupel Boom FC en FC Bleid, speelden nog een wedstrijd tegen elkaar. Wanneer er in de hogere reeksen clubs om extra-sportieve redenen zouden verdwijnen, kunnen eventueel extra clubs uit Vierde promoveren. De winnaar van deze herkansing maakt dan eerst aanspraak op promotie.
| Datum      | Uur   | Wedstrijd                   | Uitslag       |
| ---------- | ----- | --------------------------- | ------------- |
| 31/05/2007 | 19:00 | K. Rupel Boom FC - FC Bleid | 5-0 (Forfait) |

### Degradatie-eindronde

#### Voorronde
De vier teams die 13de eindigden, namelijk RJS Heppignies-Lambusart-Fleurus, R. Léopold Uccle FC, KVV Verbroedering Maasmechelen en RCSJ de Grivegnée worden aan elkaar gepaard en spelen een voorronde. De twee winnaars blijven in Vierde Klasse, de twee verliezers moeten verder spelen voor behoud in de Interprovinciale Eindronde. Daar worden de twee ploegen samengevoegd met zes ploegen uit de provinciale reeksen (namelijk uit de provincies West-Vlaanderen, Henegouwen, Limburg, Luxemburg, Namen en Luik).
| Datum      | Uur   | Wedstrijd                                        | Uitslag    |
| ---------- | ----- | ------------------------------------------------ | ---------- |
| 13/05/2007 | 16:00 | R. Léopold Uccle FC - Verbroedering Maasmechelen | 3-2 (n.v.) |
| 13/05/2007 | 16:00 | RCSJ de Grivegnée - Heppignies-Lambusart-Fleurus | 2-0        |

#### Ronde 1
De twee verliezende vierdeklassers spelen verder in een competitie met rechtstreekse uitschakeling in de Interprovinciale Eindronde. Hier worden die twee ploegen samengevoegd met zes ploegen uit de provinciale reeksen, namelijk SK Eernegem uit West-Vlaanderen, R. Soignies Sports uit Henegouwen, KVK Wellen uit Limburg, US Givry uit Luxemburg, RFC Meux uit Namen en KFC Weywertz uit Luik.
| Datum      | Uur   | Wedstrijd                                   | Uitslag    |
| ---------- | ----- | ------------------------------------------- | ---------- |
| 27/05/2007 | 16:00 | Verbroedering Maasmechelen - KVK Wellen     | 0-1        |
| 27/05/2007 | 16:00 | US Givry - Soignies Sports                  | 1-3        |
| 27/05/2007 | 16:00 | KFC Weywertz - Heppignies-Lambusart-Fleurus | 0-1 (n.v.) |
| 27/05/2007 | 16:00 | SK Eernegem - RFC Meux                      | 1-2        |

#### Ronde 2
De vier winnaars worden aan elkaar gepaard voor de tweede ronde. De twee winnaars promoveren naar Vierde Klasse (of behouden zich in Vierde)
| Datum      | Uur   | Wedstrijd                               | Uitslag        |
| ---------- | ----- | --------------------------------------- | -------------- |
| 03/06/2007 | 16:00 | KVK Wellen - R. Soignies Sports         | 1-2            |
| 03/06/2007 | 16:00 | RFC Meux - Heppignies-Lambusart-Fleurus | 0-0 (pen. 4-2) |